# Instant Karma: All-Time Greatest Hits
Albums de John Lennon
Wonsaponatime
(1998) Acoustic
(2004)
Albums des meilleurs succès de John Lennon
Lennon Legend: The Very Best of John Lennon
(1997) Working Class Hero: The Definitive Lennon
(2005)
Instant Karma: All-Time Greatest Hits est un triple album compilation de John Lennon. Cette collection à prix réduit, destinée à la vente par la poste et dans les magasins de type entrepôt tels que Sam's Club ou Costco, est sorti en 2002 chez Timeless / Traditions Alive Music / GSC Music sous licence de Capitol / EMI Special Markets. 

## Description
Le premier disque, sous-titré The Hits, contient onze chansons toutes déjà sorties en single. Curieusement, Imagine, le plus grand succès de John Lennon, n'apparaît qu'en version live sur le troisième disque et non sur celui-ci. 
Le second, Sings Classic Rock 'n' Roll, contient 10 reprises enregistrées pendant les séances de l'album Rock 'n' Roll ainsi que Blue Suede Shoes et Dizzy Miss Lizzy, enregistrées sur scène à Toronto en 1969. 
Le troisième disque, The Classics Live, contient les onze chansons enregistrées au Madison Square Garden pendant le spectacle bénéfice One to One en août 1972 avec Elephant's Memory (en) et toutes déjà incluses sur l'album Live in New York City. En ouverture du disque se trouve la chanson Well (Baby Please Don't Go), une reprise des Olympics (en), enregistrée avec Frank Zappa and The Mothers of Invention au Fillmore East en juin 1971 préalablement entendue sur l'album Some Time in New York City. 
Ces trente-cinq chansons ont toutes été préalablement publiées dans d'autres albums ou, dans le cas de Angel Baby (en), dans une réédition augmentée.

## Liste des chansons
Toutes les chansons écrites et interprétées par John Lennon, sauf indication contraire.
Disque 1: The Hits
1. Instant Karma! – 3:20 John Ono Lennon/Plastic Ono Band
2. Happy Xmas (War Is Over) (John Lennon & Yoko Ono) – 3:34 John & Yoko/Plastic Ono Band with the Harlem Community Choir
3. Jealous Guy – 4:15 John Lennon Plastic Ono Band with the Flux Fiddlers
4. Mind Games – 4:12
5. Whatever Gets You thru the Night – 3:19 John Lennon with the Plastic Ono Nuclear Band
6. #9 Dream – 4:48
7. Stand By Me (Jerry Leiber, Mike Stoller & Ben E. King) – 3:26
8. (Just Like) Starting Over – 3:56
9. Woman – 3:26
10. Watching the Wheels – 3:32
11. Nobody Told Me – 3:32

Disque 2: Sings Classic Rock 'N' Roll

Toutes les chansons sont tirées des séances de l'album Rock 'n' Roll sauf celles avec un astérisque qui sont tirées du Toronto Rock and Roll Revival Festival et publiées sur Live Peace in Toronto 1969.
1. Ain't That a Shame (Fats Domino & Dave Bartholomew) – 2:31
2. Angel Baby (en) (Rosie Hamlin (en)) – 3:44
3. Be-Bop-A-Lula (Tex Davis, Gene Vincent) – 2:38
4. Blue Suede Shoes (Carl Perkins) – 2:29 *
5. Dizzy Miss Lizzy (Larry Williams) – 3:09 *
6. Medley: Rip It Up / Ready Teddy (Robert Blackwell, John Marascalco) – 1:34
7. Peggy Sue (Buddy Holly) – 2:05
8. You Can't Catch Me (Chuck Berry) – 4:53
9. Slippin' and Slidin' (en) (Eddie Bocage, Al Collins, Richard Penniman et James H. Smith) – 2:17
10. Do You Wanna Dance? (Bobby Freeman) – 2:54
11. Sweet Little Sixteen (Chuck Berry) – 3:01
12. Just Because (en) (Lloyd Price) – 4:25

Disque 3: The Classics Live

Toutes les chansons sont tirées des concerts de John Lennon avec Elephant's Memory au Madison Square Garden en août 1972 sauf la première, notée d'un astérisque, qui est tirées du concert avec Frank Zappa and The Mothers of Invention au Fillmore East en juin 1971.
1. Well (Baby Please Don't Go) (Walter Ward (en)) – 4:30 *
2. New York City (en) – 3:38
3. It's So Hard – 3:18
4. Woman Is the Nigger of the World (John Lennon & Yoko Ono) – 5:30
5. Well Well Well (en) – 3:51
6. Instant Karma! (We All Shine On) – 3:40
7. Mother – 4:59
8. Come Together – 4:20
9. Imagine – 3:17
10. Cold Turkey – 5:29
11. Hound Dog (Jerry Leiber & Mike Stoller) – 3:09
12. Give Peace a Chance (John Lennon) – 1:01[5]